# Fritz Vorster
Fritz Vorster (auch: Fritz Vorsther, eigentlich Friedrich Wilhelm Vorster; * 11. Januar 1850 in Köln; † 2. Juli 1912 ebenda) war ein deutscher Chemiefabrikant und Stifter.

## Leben
Friedrich Wilhelm wurde als Mitglied der rheinländischen Industriellenfamilie Vorster in der Kölner Severinstraße 53 geboren als Sohn von Friedrich Julius Vorster, dem Mitbegründer der Firma Vorster & Grüneberg, und der Wilhelmine Vorster, geborene Röhrig. Nach seinem Abitur studierte er in Zürich an der dortigen Universität das Fach Chemie. 1872 trat er zunächst in das von seinem Vater mitbegründete Unternehmen in Kalk ein, ging jedoch 1873 zur Weiterbildung in das Unternehmen James Muspratt & Sons in Widnes, England.
1875 übernahm Vorster die technische Leitung von Vorster & Grüneberg. Im Zuge der Umwandlung des Unternehmens zur Chemischen Fabrik Kalk wurde er 1892 einer der dann drei Geschäftsführer, war jedoch auch Gesellschafter der GmbH.
Der zum Kommerzienrat ernannte Unternehmer hinterließ bei seinem Tod seine Ehefrau und nunmehrige Witwe Hermine, geborene Langen, Tochter des Eisenhüttenmannes Emil Langen. mit der er vier Kinder hatte; Fritz und Alfons sowie Klara, die 1912 den Forstassessor Walter Liebrecht heiratete und die Wilhelmstraße 10 in Hannover bezog. Sohn Anton besuchte zum Zeitpunkt des Todes von Fritz Vorster noch ein Gymnasium in Köln.
Vorster ist in der Familiengrabanlage auf dem Kölner Melaten-Friedhof beigesetzt.

## Stiftungen
Fritz Vorster tätigte zahlreiche Schenkungen. So stiftete er der Stadt Köln beispielsweise
1. 20.000 Mark für den Bau einer Badeanstalt
2. 100.000 Mark für den Bau einer Volksbibliothek mit Lesehalle in Kalk
3. sowie 100.000 Mark zum Kauf herausragender Kunstwerke für die städtischen Museen.[2]

## Archivalien
Archivalien von und über Fritz Vorster finden sich beispielsweise
- im Historischen Archiv der Stadt Köln:
  - Bestand Vorster, Familie Archivsignatur Best. 1222[2]
  - Nachruf im Nachlaß Josef Bayer, Bestand 1010[2]